# Cruel Intention
Cruel Intention è il secondo album dei Nasty Idols, uscito nel 1991 per l'Etichetta discografica HSM Records.

## Tracce
1. The Way Ya' Walk
2. Cool Way Of Living
3. American Nights
4. Don't Tear It Down
5. Alive N'Kickin'
6. House Of Rock N' Roll
7. B.I.T.C.H.
8. Can't Get Ya' Off My Mind
9. Devil In Disguise
10. Westcoast City Rockers
11. Trashed N'Dirty
12. Can't Get Ya' Off My Mind #2

### Tracce aggiunte nel Remaster (2002)
- 13. Sexshooter (live)
- 14. Electric Wonderland

## Formazione
- Andy Pierce - voce
- Peter Espinoza - chitarra
- Dick Qwarfort - basso
- George Swanson - batteria
- Roger White - tastiera